# Рики (группа компаний)
Группа компаний «Рики» (международное название Riki Group) — российская холдинговая компания, одна из ведущих российских компаний в области создания, управления, лицензирования и продвижения анимационных медиабрендов (главным образом мультсериалов).
В составе ГК «Рики» — одноимённый продюсерский центр, две анимационные студии — «Петербург» и «Аэроплан», лицензионное агентство «Мармелад Медиа», музыкальный лейбл Riki Music, дизайн-студия и департамент разработок, студия разработки игр AR/VR-технологии, профессиональная редакция, театр-студия «Смешарики».

## История
Компания официально начала свою работу в 2010 году, однако фактическая деятельность началась ещё в 2003 году в рамках студии анимации «Петербург», основателями и основными инвесторами которой являются Илья Попов — продюсер, президент Ассоциации анимационного кино России, Анатолий Прохоров — сооснователь анимационной студии «Пилот», бывший художественный руководитель анимационного проекта «Смешарики», и Салават Шайхинуров — художник-постановщик и автор персонажей мультсериала «Смешарики». В портфолио компании входят детские проекты для широкой аудитории, включая такие известные бренды, как «Смешарики», «Фиксики», «Малышарики», «Тима и Тома», и другие.
В период с основания компании (то есть с 2010 года) по февраль 2021 года генеральным директором ГК «Рики» являлся Антон Гришин
В 2020 году в ГК «Рики» произошла смена менеджмента. Управляющим директором группы (первоначально главой управляющего комитета) назначен Марк Завадский, генеральным продюсером — Юлия Николаева, а Илья Попов стал председателем совета директоров группы компаний «Рики».
28 апреля 2022 года Марк Завадский покинул должность управляющего директора группы компаний «Рики». Его сменила Юлия Немчина, ранее занимавшая должность операционного директора группы компаний.
14 июня 2024 года Илья Попов вошёл в Состав совета Фонда кино.
05 июля 2024 года основатель ГК «Рики»  Илья Попов объявил об организационных изменениях в структуре холдинга. В группе компаний упраздняется должность генерального продюсера, которую ранее занимала Юлия Николаева. А управляющий функционал над проектами будет осуществляться самостоятельно ответственными продюсерами. Юлия Николаева продолжает  работу в новом статусе на позиции директора по международному развитию.

## Проекты

### Анимационные сериалы
- «Смешарики» (2003-2024) («Петербург»)
- «Боги зеленой планеты» (2009-???) («Анимационная студия «Москва»)
- «Фиксики» (2010-2024) («Аэроплан»)
- «Малышарики» (2015-н.в.) («Петербург»)
- «Тима и Тома» (2015-н.в.) («Петербург»)
- «Монсики» (2018-н.в.) («Петербург») («Союзмультфильм»)
- «Мульти-Россия» (2006—2018, 2022-н.в.) («Аэроплан»)
- «Детектив Финник» (2022-н.в) («Петербург»)
- «Ася и Вася» (2023-н.в.) («Аэроплан»)
- «Бодо Бородо» (2020-н.в.) («Петербург»)
- «ДиноСити» (2021-н.в.) («Петербург»)
- «Клуб Вопросики» (2024-н.в.) («Петербург»)
- «Крош и Панда » (2021) («Петербург»)
- «Пин-код 2D» (2009, 2014) («Петербург»)
- «Алиса знает, что делать!» (2013-2016) (в качестве продюсерской компании)
- «Супер МЯУ» (2021-н.в.) («Петербург»)
- «Агент Чехов» (2020)
- «Шмяк. Волшебная лавка Есении» (2023-н.в.) («Петербург»)
- «Пинкод 2.0» (2025-н.в.)

### Полнометражные анимационные фильмы

#### Невыпущенные
- «Восемь (девять) жизней за билет» (2004) («Петербург»)
- «The Fixies» (2008) («Аэроплан»)
- «Боги зеленой планеты» (2009) («Анимационная студия «Москва»)
- «Пятая руна» (2012) («Петербург»)
- «Новые приключения капитана Врунгеля» (2013) («Петербург»)
- «Питомцы» (2013) («Петербург»)
- «Огненный великан в стране снов» (2014) («Петербург»)
- «Супер-Тома» (2017) («Петербург»)
- «Бременские музыканты» (2017) («Петербург»)

#### Выпущенные
- «Плюшевый Бум!» (2021) («Петербург»)

#### Франшиза смешариков («Петербург»)
- «Смешарики. Начало» (2011)
- «Смешарики. Легенда о золотом драконе» (2016)
- «Смешарики. Дежавю» (2018)
- «Смешарики снимают кино» (2023)
- «Смешарики. Сквозь вселенные» (2026)

#### Франшиза фиксиков («Аэроплан»)
- «Фиксики. Большой секрет» (2017)
- «Фиксики против кработов» (2019)
- «Фиксики и инопланетяне» (2027)

#### Франшиза Финника («Петербург»)
- «Финник» (2022)
- «Финник 2» (2025)
- «Финник 3» (2026)

#### Франшиза Малышариков («Петербург»)
- «Малышарики. День рождения» (2024)

#### Спин-оффы мультсериалов «Смешарики» и «Малышарики»
- «Смешарики. Азбука безопасности» / мини-сериал 2D (2006, 2020)
- «Смешарики. Азбука чтения» / мини-сериал 2D (2009)
- «Смешарики. Азбука доброжелательности» / мини-сериал 2D (2009)
- «Смешарики. Азбука здоровья» / мини-сериал 2D (2009)
- «Смешарики. Азбука прав ребёнка» / мини-сериал 2D (2009)
- «Смешарики. Азбука мир без насилия» / мини-сериал 2D (2011)
- «Смешарики. Пин-Код» / сериал 3D (2011—2017, 2019)
- «Смешарики. Новые приключения» / сериал 3D (2012—2013)
- «Смешалости» (2012—2013)
- «Малышарики. Умные песенки» /музыкальный мини-сериал 3D (2016)
- «Смешарики. Наследники» (2016)
- «Смешарики. Спорт» (2016—2018)
- «Смешарики. Азбука Интернета» / мини-сериал 2D (2017)
- «Смешарики. Азбука финансовой грамотности» / мини-сериал 3D (2017—2020, 2023)
- «Смешарики. Азбука интернета» / мини-сериал 2D (2017)
- «Малышарики. Танцуем и поём!» / музыкальный мини-сериал 3D (2017)
- «Смешарики. Пин-Код. Финансовая грамотность» / мини-сериал 3D (2018-2019)
- «Смешарики. Азбука экологии» / мини-сериал 2D (2018—2019)
- «Смешарики. Азбука цифровой грамотности» / мини-сериал 2D (2019)
- «Смешарики. Азбука недвижимости» / мини-сериал 2D (2020)
- «Смешарики. Азбука профессий будущего» / мини-сериал 2D (2020)
- «Малышарики. Рисуем со Звёздочкой» / мини-сериал 3D (2020)
- «Малышарики. Сказки» / мини-сериал 2D (2020)
- «Малышарики. Давай играть» / мини-сериал 3D (2021)
- «Малышарики. Алфавит» / мини-сериал 3D (2021)
- «Крош и Панда» (2021) / сериал 3D
- «Смешарики. Азбука дружбы народов» / мини-сериал 2D (2022)
- «Смешарики. Азбука связи» / мини-сериал 2D (2024)
- «Смешарики. Азбука родного города» / мини-сериал 2D (2024)

### Анимационное авторское кино студии «Петербург»
- «Серые будни магов» / авторский фильм (2021)
- «Хештеги» / авторский фильм (2021)
- «Исчезающий папа» / авторский фильм (2020)
- «Сверхшкольные истории» / авторский фильм (2020)
- «Суперзвери» / авторский фильм (2020)
- «Рональд в мире роботов» / авторский фильм (2020)
- «Моднюша» / авторский фильм (2020)
- «Шкафовы» / авторский фильм (2019)
- «Мех и смех 2» / авторский фильм (2019)
- «Мех и смех» / авторский фильм (2018)
- «Сказки полуночи» / авторский фильм (2017)
- «Пять минут до моря» / авторский фильм (2017)
- «Теория заката» («Кто-то в темноте») / авторский фильм (2016)
- «Самый-самый первый снег» / авторский фильм (2015)
- «Люк» / авторский фильм (2014)
- «Принца хочу» / авторский фильм (2013)
- «Мадам и дева» («Адам и Ева») / авторский фильм (2013)
- «Не пуговица» / авторский фильм (2013)
- «Одна» / авторский фильм (2012)
- «В стороне» («Звезда») / авторский фильм (2011)
- «Чинти» («На том берегу») / авторский фильм (2011)
- «Друзья» («Обмен») / авторский фильм (2011)
- «Космические археологи» («По галактике») / авторский фильм (2009)
- «Дерево детства» / авторский фильм (2009)
- «Котополис» / авторский фильм (2008)

### Компьютерные игры компании «Новые Медиа»
- «Шарарам в Стране Смешариков» (2008)
- «Шаранавты. Арена» (2016)
- «Смешарики в мире финансов» (2019)

## Награды и достижения
- 2007 г. — Илья Попов награждён премией «Шеф года» в номинации «Инновация»
- 2008 г. — Указом Президента Российской Федерации создатели проекта «Смешарики» получили Государственную премию РФ в области культуры и искусства[8]
- 2012 г. — Илья Попов удостоен премии «Сделано в России» журнала «Сноб» в номинации «Предпринимательство».
- 2014 г. — сериал «Фиксики» — обладатель премии «Золотой медвежонок» в номинации «Лучшая мультимедийная продукция для детей»
- 2015 г. — новогоднее сказочное мега-шоу «Фиксики: путешествие во времени!» получило премию KudaGo.ru в категории «Лучшее детское мероприятие-2015»
- 2016 г. — сериал «Смешарики» номинирован на Премию РБК в категории «Прорыв года»
- 2016 г. — Илья Попов вошёл в рейтинг 100 лучших топ-менеджеров Санкт-Петербурга и Ленинградской области, формируемый газетой «Деловой Петербург», и стал обладателем диплома «Лучший медиаменеджер года»
- 2016 г. — проект «Фиксики» вошёл в десятку лучших премии YouTube Rewind 2015, ежегодно представляющей самые популярные видео на YouTube
- 2017 г. — «Тима и Тома» — «Лучший сериал» XII Открытого российского фестиваля анимационного кино в Суздале
- 2017 г. — сериал «Малышарики» победил в номинации «Лучший анимационный сериал» премии «Мультимир»
- 2017 г. — Илья Попов вошёл в число номинантов ежегодной премии журнала «Собака.ru» «ТОП 50. Самые знаменитые люди Петербурга»
- 2017 г. — студия «Петербург» стала обладателем сразу трёх наград XXV Международного фестиваля анимационного кино «КРОК». Фильм режиссёра Натальи Мирзоян «Пять минут до моря» получил специальный приз «За прочувствованное изложение теории относительности» и «Приз зрительских симпатий», а короткий метр «Теория заката» Романа Соколова отмечен в номинации «За лучший детский фильм».
- 2017 г. — кролик Крош из сериала «Смешарики» стал победителем в номинации «Лучший герой российского анимационного фильма» фестиваля анимации «Мультимир — 2017»
- 2017 г. — полнометражная анимационная комедия «Смешарики. Легенда о Золотом Драконе» (совместный проект ГК «Рики» и Art Pictures Studio при поддержке Фонда кино) победила в номинации «Главный российский анимационный фильм» Национальной детской премии «Главные Герои — 2017».
- 2017 г. — проект «Фиксики» получил премию «Мультимир» в номинации «Лучший анимационный сериал»
- 2017 г. — в номинации «Фильм в прокате» награды удостоилась полнометражная анимационная комедия «Смешарики. Легенда о Золотом Драконе» (совместный проект ГК «Рики» и кинокомпании Art Pictures Studio) III Национальной анимационной премии «Икар»
- 2018 г. — сериал «Бодо Бородо» назван «Лучшим новым сериалом» на премии «Икар»
- 2018 г. — Константин Хабенский, озвучивающий «папу» в сериале «Малышарики» отмечен в номинации «Лучший голос анимационного сериала» премии «Мультимир»
- 2018 г. — «Лучшим российским анимационным полнометражным фильмом» премии «Мультимир» стала приключенческая комедия «Смешарики. Дежавю», «Лучшим российским анимационным сериалом» зрители назвали проект «ПинКод»
- 2018 г. — сериал «Динозавр Рики» (современное название «ДиноСити») стал победителем в номинации «Анимационный сериал с наибольшим международным потенциалом» Открытого российского фестиваля анимационного кино в Суздале
- 2018 г. — персонаж Пин из сериала «Смешарики» стал главным российским анимационным героем по итогам национальной детской премии «Главные герои»
- 2018 г. — сериал «Фиксики» стал финалистом NCCC Film & Animation Festival
- 2018 г. — полнометражный фильм «Фиксики. Большой секрет» стал лучшим мультфильмом года по итогам родительского голосования на сайте TLUM.ru
- 2018 г. — полнометражный фильм «Фиксики. Большой секрет» получил награду одиннадцатого Международного фестиваля детского кино в Индии Chinh lndia Кids Film Festival & Forum в номинации «Лучший анимационный художественный фильм» «За отражение современной реальности цифровой среды и её умелое исполнение в анимационной форме»
- 2018 г. — полнометражный фильм «Фиксики. Большой секрет» стал лучшим полнометражным фильмом января 2018 на Animation Studio Festival (Колорадо, США)
- 2018 г. — полнометражный фильм «Фиксики. Большой секрет» — победитель в категории «Лучшая режиссёрская работа» на международном фестивале Los Angeles independent film festival (США)
- 2018 г. — полнометражный фильм «Фиксики. Большой секрет» — победитель международного фестиваля Around films international film festival 2018
- 2018 г. — фильм «Фиксики. Большой секрет» стал финалистом Montreal international animation film festival 2018, auckland international film festival 2018
- 2018 г. — полнометражный фильм «Фиксики. Большой секрет» — победитель национальной телевизионной премии «Дай пять!» в номинации «Любимый мультфильм»
- 2019 г. — сериал «Фиксики» стал обладателем «ТЭФИ-KIDS» в номинации «Лучшая музыка для детской программы /сериала /анимационного фильма» за песню «Рюкзак» из цикла «Фиксипелки»
- 2019 г. — Илья Попов стал победителем в номинации «Шеф инновация» в премии «Человек дела»
- 2019 г. — проект «Фиксики» получили премию «Мультимир» в номинации «Лучший лицензионный продукт по российскому анимационному фильму. Печатные издания»
- 2019 г. — полнометражный фильм «Смешарики. Дежавю» признали лучшим мультфильмом на премии «ТЭФИ-KIDS»
- 2019 г. — сериал «Фиксики» — обладатель национальной детской премии «Главные герои» в номинации «Любимая детская песня» за песню «Кто такие фиксики»
- 2019 г. — полнометражный фильм «Фиксики. Большой секрет» получил приз Учредителя Второго открытого фестиваля детского и семейного кино «Солнечный остров» Министерства Культуры Республики Крым «Крымская мозаика»
- 2019 г. — полнометражная приключенческая комедия «Смешарики. Дежавю» победила в номинации «Любимый мультфильм» III национальной телевизионной премии «Дай пять!» 2019 г. — «Азбука экологии со Смешариками» и сериал «Бодо-путешествия» стали победителями конкурса медиагрантов РГО
- 2019 г. — проект «Фиксики» получили премию «Мультимир» в номинации «Лучшая песня российского анимационного фильма»
- 2019 г. — «Азбука защиты леса со Смешариками» — финалист премии «Золотой медвежонок». Проект «Азбука защиты леса со Смешариками» при участии Greenpeace Россия занял 3 место в номинации «Социальный маркетинговый проект года».
- 2019 г. — сериал «Фиксики» обладатель премии «За верность науке» в номинации «Лучший детский проект о науке»
- 2020 г. — сериал «Спойлы» — «Как подружиться со своей неудачей» — признан лучшим в номинации «Стартап» премии «Икар»
- 2020 г. — многопользовательская детская онлайн-игра «Шарарам» стала лауреатом в номинации «Детский Рунет» «Премии Рунета»
- 2020 г. — ГК «Рики» заняла второе место в категории «Компания года» премии «Золотой медвежонок»
- 2020 г. — сериал «Смешарики» — бренд-года премии Одиннадцатой национальной премии в сфере товаров и услуг для детей «Золотой медвежонок»
- 2020 г. — фильм «Фиксики против кработов» победил в номинации «Лучший полнометражный фильм» юбилейного 25-го Открытого российского фестиваля анимационного кино в Суздале с формулировкой «За чуткое и бережное отношение к своему бренду и к его аудитории»
- 2020 г. — фильм «Фиксики против кработов» получил национальную детскую премию «Главные герои» в топовой номинации «Главный российский анимационный фильм»
- 2020 г. — фильм «Фиксики против кработов» получил «Приз зрительских симпатий» в номинации «Анимация. Полный метр» на Международном фестивале сказочного жанра в детском и семейном кино «Хрустальные ключи» (Алтайский край).
- 2021 г. — Илья Попов стал «Продюсером года» по итогам премии «Икар»
- 2021 г. — «Фиксики» и «ПинКод» отмечены наградой «За заслуги в изобретательстве и рационализаторстве» Всероссийского общества изобретателей и рационализаторов
- 2021 г. — персонаж Крош из сериала «Смешарики» стал главным российским анимационным героем по итогам национальной детской премии «Главные герои»
- 2021 г. — сериал «Бодо Бородо» вошёл в конкурс важнейшего международного фестиваля Chicago International Children’s Film Festival и стал победителем индийского фестиваля CHINH INDIA KIDS FILM FESTIVAL
- 2022 г. —  полнометражный анимационный фильм «Финник» (реж. Денис Чернова) одержала победу в номинации «Лучший полнометражный анимационный фильм» на II Международном фестивале фильмов для детей и юношества «Герой», проходящем в Красноярском крае с 19 по 23 мая.
- 2022 г.  — сериал «Смешарики» — «Здравствуй, мой дневничок!» (реж. Дмитрий Яковенко) признан лучшим в номинации «Эпизод» премии «Икар».
- 2022 г. — Денис Чернов, ведущий режиссёр сериала и полнометражных фильмов  «Смешарики» и «Финник» назван победителем премии «ТОП 50. Самые знаменитые люди Петербурга», организованной журналом «Собака.ru».
- 2022 г. — Маркетплейс OZON поддержал полнометражный мультфильм «Финник» и интегрировался во вселенную проекта. В картине появился маскот маркетплейса – Ози.
- 2022 г. — Сборник комедийных историй «Домовые» получил главный приз в номинации «Лучший сериал» по решению жюри Международного фестиваля анимационного кино «Анимур».
- 2022 г. — Пародии на популярные хиты, в исполнении Смешариков, стали победителем ежегодного конкурса в сфере маркетинга, продвижения и дизайна «МедиаБренд».
- 2022 г. — «Фиксики» в партнёрстве с «Росатом» создали специальный эпизод про углеродное волокно.
- 2022 г. — Эколого-просветительский проект «Познаем мир с фиксиками» получил приз 3 степени VIII Всероссийской премии «За верность науке».
- 2022 г. — «Финник» назван лучшим анимационным фильмом для детей на Большом Детском фестивале мультфильмов.
- 2022 г. — «Смешарики. ПинКод» и «Фиксики» стали победителями премии «Главные Герои – 2022».
- 2022 г. — «Азбука дружбы народов» со Смешариками попала в шорт-лист премии Russian Creative Awards 2022.
- 2022 г. — «Финник» был отмечен специальным призом, статуэткой в форме ласточки – символом фестиваля «Новая анимация», который проходил в Великом Новгороде.
- 2023 г. — «Финник» стал лучшим полнометражным анимационным фильмом на XXI премии Академии кинематографических искусств и наук «Золотой орёл».
- 2023 г. — ГК «Рики» объявила о запуске собственного музыкального лейбла Riki Music. Новое направление бизнеса будет специализироваться на издании музыки и продюсировании артистов, целевой аудиторией которых являются дети и тинейджеры.
- 2023 г. — ГК «Рики» анонсировала сделку с компанией Beijing Joy Culture Media Co – агент будет отвечать за размещение анимационных сериалов «ДиноСити» и «Бодо Бородо» на крупнейших китайских телеканалах и VOD-платформах. Партнёр также занимается адаптацией контента для китайского зрителя.
- 2023 г. — Победа «Финника» в номинации «Лучший полнометражный фильм» на 28 Открытом российском фестивале анимационного кино в Суздале.
- 2023 г. — В рамках Международной туристической выставки MITT-2023 в Москве состоялось подписание соглашения о сотрудничестве в сфере детского туризма между Правительством Нижегородской области и анимационным брендом «Смешарики».
- 2023 г. — «Финник» – одержал победу в номинации «Полнометражный анимационный фильм» на IX Национальной премии «Икар».
- 2023 г. — Персонаж Бодо Бородо из одноимённого сериала одержал победу в номинации «Персонаж» на премии «Икар».
- 2023 г. — «Финник» одержал победу в номинации «Лучший полнометражный анимационный фильм» на I Международном анимационном фестивале «МультПрактика».
- 2023 г. — «Финник» – премия «Золотой медвежонок» –  победа в номинации «Бренд года».
- 2023 г. — Сериал «ДиноСити» вошёл в десятку лучших мультсериалов по версии детского телеканала Daekyo Nori Q в Корее.
- 2023 г. — Банк России выпустил в обращение памятные монеты «Смешарики» серии «Российская (советская) мультипликация»: серебряную — номиналом 3 рубля; из стали с никелевым покрытием — номиналом 25 рублей; из медно-никелевого сплава с цветным покрытием — номиналом 25 рублей.
- 2023 г. — В Москве, в общественном пространстве «Хлебозавод» начала свою работу выставка «Смешарики. Искусство быть круглым», посвященная 20-летию анимационного проекта. Сопродюсером мероприятия выступило бюро Planet9.
- 2023 г. — Анимационный проект «Смешарики» назван «Медиаперсоной года» по мнению издания «Комсомольская правда в Санкт-Петербурге».
- 2023 г. — Руководители ГК «Рики» вошли в  24-й рейтинг «ТОП-1000 российских менеджеров» Ассоциация менеджеров и ИД «Коммерсантъ».  В числе лидеров категории «Медиабизнес» оказались:  — Юлия Немчина, генеральный директор ГК «Рики», вошла в «Топ-250» высших руководителей;  — Антон Гришин, директор по связям с государственными структурами ГК «Рики», вошёл в «Топ-50» директоров по отношениям с органами власти;  — Майя Москвичева, генеральный директор лицензионного агентства «Мармелад Медиа» (входит в ГК «Рики») в списке «Топ-100» коммерческих директоров;  — Кристина Сивкаева, директор по маркетингу ГК «Рики», вошла в «Топ-100» директоров по маркетингу.
- 2023 г. — 12 октября 2023 г. в российский прокат вышел киноальманах «Смешарики снимают кино».
- 2023 г. — 9 декабря ГК «Рики» и издательство BUBBLE презентовали первую книгу комиксов «Смешарики. Мультивселенная».
- 2023 г. — 28 ноября в историческом кинотеатре Северной столицы – «Аврора» состоялся документальный фильм “Двадцать лет со Смешариками”.
- 2023 г. — 08.12.23 Премия “Герои большой страны” (Екатеринбург). Лучший сценарий – группе авторов за анимационный сериал «Фиксики».
- 2023 г. — 22 декабря В ЦДМ на Лубянке открылся первый в России парк по мотивам анимационного сериала «Фиксики» - «ФиксиПарк».
- 2024 г. — Январь, 2024 Вышла первая книга, рассказывающая полную историю Смешариков: "Смешарики. История культовой Вселенной" (Мария Корнилова).
- 2024 г. — “Детектив Финник” Победа в номинации “Лучший сериал” (эпизод “Про самое темное дело”) на XXIХ Открытом российском фестивале анимационного кино в Суздале.
- 2024 г. —23 мая 2024 года Киноальманах “Смешарики снимают кино” победили в  IV НАЦИОНАЛЬНОЙ ТЕЛЕВИЗИОННОЙ ПРЕМИИ "ДАЙ ПЯТЬ!" в номинации “Лучший анимационный фильм”